# Château de la Folie d'Aigremont
Le château de la Folie d'Aigremont est un ancien château fort, du début du XIIIe siècle, dont il ne subsiste de nos jours que de maigres vestiges en élévation, qui se dressait sur le territoire de Braine, aujourd'hui sur la commune française de Cerseuil dans le département de l'Aisne , en région Hauts-de-France.

## Localisation
Les vestiges du château sont situés dans la forêt dominant la vallée de la Vesle et le bourg de Braine dans sa plus grande longueur suivant l'à-pic, à 1 km au sud-ouest de Braine, aujourd'hui sur la commune de Cerseuil, dans le département français de l'Aisne.

## Historique
Le château mentionné au Xe siècle s'élève sur un site très ancien. Il fut reconstruit au XIIIe siècle par Robert II de Dreux, comte de Braine, et démantelé en 1427 par Charles VII.

## Description
Le château de plan quadrangulaire flanqué de tours rondes est ceint sur les trois côtés, qui ne bénéficiaient pas de la protection naturelle, d'un profond fossé artificiel face au plateau.